# Eufótida
Se llama eufótida a una roca compuesta de diálaga y feldespato.
Tiene una textura desigual y su color es verde más o menos agrisado. Su densidad varía de 2,9 a 3,4 siendo su consistencia compacta y dura. Las principales variedades de la eufótida son las dialágicas, esmeragditicas y la llamada variolita que contiene glóbulos esferoidales de feldespato.
Se utiliza habitualmente como piedra de construcción y de ornato. Generalmente, se puede encontrar en yacimientos relacionados con los de la serpentina.